# چرنوفکا
چرنوفکا (به لاتین: Chernovka) یک منطقهٔ مسکونی در روسیه است که در استان آمور واقع شده‌است.